# مامادو إدريسا ويد
مامادو إدريسا ويد هو لاعب كرة قدم موريتاني، ولد في 9 يونيو 1985 في روصو في موريتانيا. شارك مع منتخب موريتانيا لكرة القدم. أما مع النوادي، فقد لعب مع جمعية الوئام ونادي نواذيبو.

## وصلات خارجية
- مامادو إدريسا ويد على موقع قاعدة بيانات كرة القدم.إي يو (الإنجليزية)
- مامادو إدريسا ويد على موقع ناشيونال فوتبول تيمز (الإنجليزية)